# Contea di Kedong
La contea di Kedong (克东县S, Kèdōng XiànP) è una contea della Cina, situata nella provincia di Heilongjiang e amministrata dalla prefettura di Qiqihar.